# Татская письменность
Татская письменность — письменность, используемая для записи татского языка, имеющего два основных диалекта — северный, на котором говорят горские евреи, и южный, на котором говорят таты. За время своего существования татская письменность функционировала преимущественно на северном диалекте и при этом несколько раз меняла свою графическую основу и неоднократно реформировалась. В настоящее время письменность горских евреев функционирует на кириллице, а письменность татов-мусульман — на латинице.
В истории татской письменности выделяются четыре этапа:
- 1870-е — 1928 год — письменность на основе еврейского письма;
- 1928—1938 годы — письменность на основе латинского алфавита;
- с 1938 года — письменность на основе кириллицы;
- с начала 1990-х годов — попытки создания письменности на латинской основе в Азербайджане.

## Еврейское письмо

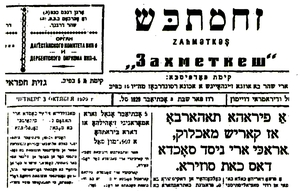
Горско-еврейская газета «Захметкеш» на еврейском письме

Первые памятники татской (горско-еврейской) письменности относятся к концу 1870-х — началу 1880-х годов, когда раввин Яаков Ицхаки составил первую татскую книгу «Сокровищница слов еврейско-татского языка». В этой книге использовалось еврейское письмо, приспособленное под нужды татской фонетики. В начале XX века татская письменность на еврейской графической основе получила более широкое применение — на ней стали издаваться книги, а в 1915 году была предпринята попытка издания газеты. В 1921 году на этом алфавите вышел первый букварь «Таза школа». В 1927 году на Всесоюзном совещании по культурной работе среди татов, прошедшем в Москве, было решено отражать на письме все гласные звуки еврейско-татского диалекта (א [æ], אַ [a], אָ [о], י [i], ו [v], וּ [u]). Однако в то время начинался процесс перехода татского языка на латинский шрифт, что сделало реформу неактуальной.
Горско-еврейский алфавит на основе еврейского письма выглядел так (порядок букв не соблюдён):
| א | אַ | אִ | אָ | אי | או | אוּ | בּ | ב | ג | ד  | ה | ז | 'ז | ח |
| י | כּ | כ | ל | מ  | נ  | ס  | ע | פּ | פ | 'צ | ק | ר | ש  | ת |

## Советская латиница
В 1920-е годы в СССР шёл процесс латинизации письменностей. В мае 1925 года Я. Агарунов составил первый проект латинизированного алфавита для горских евреев. 15-20 мая 1926 года на краевом съезде горских евреев в Нальчике было решено перевести татскую письменность на латинскую графическую основу. С того времени на Северном Кавказе и в Азербайджане начались подготовительные работы по латинизации. В 1928 году на рассмотрение Комитета нового алфавита был представлен ряд проектов новой письменности. Так, проект З. Ю. Худайнатова включал следующие буквы: А a, B в, V v, G g, D d, H h, Z z, Ӡ ӡ,  ħ, I i, J j, K k, X x, L ʟ, M m, N n, S s, Y y, P p, F f, C c, Ç ç, ꜧ, R r, Ş ş, T t, O o, U u, Ú ú, E e.
28—30 апреля 1929 года в Баку прошла Всесоюзная конференция представителей горско-еврейского народа. На ней был окончательно утверждён новый горско-еврейский алфавит, предложенный Борисом Миллером. Он имел следующий вид:
| A a | B b | C c | Ç ç | D d | Đ đ | Ə ə | F f | G g | Ƣ ƣ |
| H h | ħ   | Ⱨ ⱨ | I i | J j | K k | L l | M m | N n | O o |
| P p | R r | S s | Ş ş | T t | U u | V v | X x | Y y | Z z |

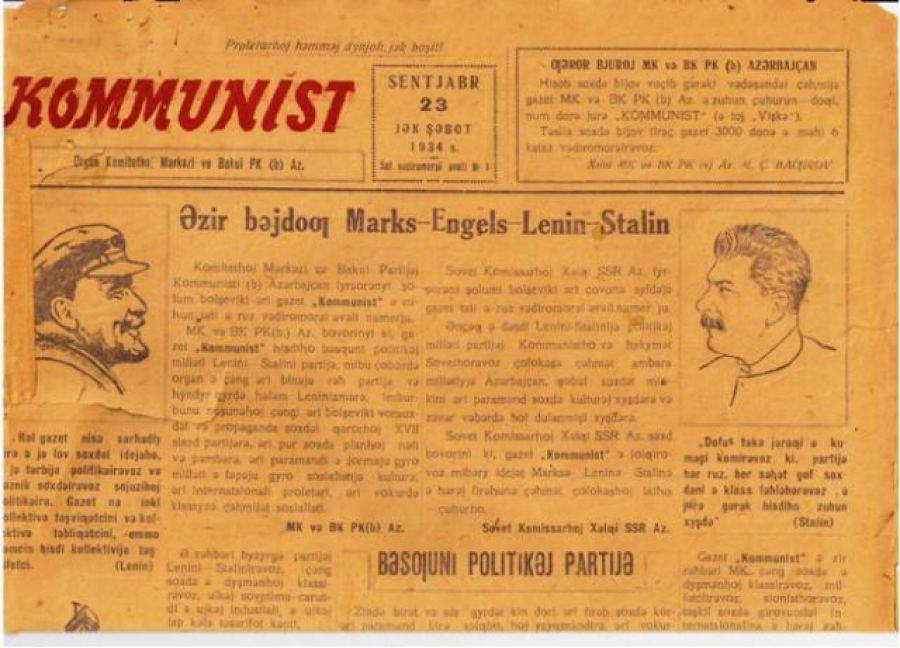
Татская (горско-еврейская) газета «Коммунист» на латинском алфавите (1934)

Этот алфавит активно использовался в сфере образования, книгоиздания и СМИ. В 1932 году на нём вышла первая нормативная грамматика татского языка.
- Xudajnatov Zakoj. Hugə raħ. Ħar fləməj tati. Maħaç-Ƣalə, 1928: Присутствуют буквы Ь ь, Ꞩ ꞩ, Ƶ ƶ. Отсутствует Đ đ
- Qalilov D.R. Ħar fləmə əri ⱨajilho. Mahaç-Ƣalə, 1929: Присутствует буква Ț ţ. Отсутствует Đ đ
- Galiloy D.R. Ⱨajilhoj korsoxho. Mahac-Ƣalə, 1930: Присутствует буква Ț ţ. Отсутствует Đ đ
- M. Ben-Gerarij. Tozə şkolə. Məħəc-Ƣələ, 1932: Присутствуют буквы E e, Ꞩ ꞩ, Ț ţ. Отсутствует Đ đ
- Xanusov Is. Әlәfbi. Boku, 1934, 1937: Присутствует буква E e. Отсутствует Đ đ

## Кириллица
Вопрос о переводе татского языка на кириллицу был поднят в 1937 году. Президиум Верховного Совета Дагестанской АССР поручил Институту исследования национальных культур Дагестана заняться разработкой этого варианта письма. Новый вариант алфавита был опубликован 15 февраля 1938 года в газете «Дагестанская правда», с 1 июля на него была переведена все периодика, а с 1 сентября начато обучение кириллическому алфавиту в школах. В том же году в алфавит были внесены некоторые изменения (исключена буква Дж дж. Буква УӀ уӀ заменена на Уь уь, а ХӀ хӀ на Хь хь). В результате алфавит стал выглядеть так:
| А а | Б б | В в | Г г | Гъ гъ | Гь гь | ГӀ гӀ | Д д   | Е е | Ё ё |
| Ж ж | З з | И и | Й й | К к   | Л л   | М м   | Н н   | О о | П п |
| Р р | С с | Т т | У у | Уь уь | Ф ф   | Х х   | Хь хь | Ц ц | Ч ч |
| Ш ш | Щ щ | Ъ ъ | Ы ы | Ь ь   | Э э   | Ю ю   | Я я   |     |     |

В татском кириллическом букваре, изданном в 1938 году в Нальчике, алфавит имеет некоторые отличия — в нём отсутствуют буквы Ц ц, Щ щ и Ъ ъ (вне диграфов).
В Азербайджанской ССР в 1938 году татский (горско-еврейский) язык был выведен из всех официальных сфер деятельности — прекращено издание книг, газет, обучение в школах. Поэтому принятый в Дагестанской АССР алфавит не нашёл применения в Азербайджане. Однако вместо него стихийно возник отдельный вариант татской кириллической письменности, который был ближе к кириллическому варианту азербайджанского алфавита. В конце XX — начале XXI века некоторое применение он нашёл также среди татов, эмигрировавших в Израиль:А а, Б б, В в, Г г, Д д, Е е, Ҹ ҹ, З з, И и, Й й, К к, Ҝ ҝ, Л л, М м, Н н, О о, П п, Р р, С с, Т т, Һ һ, Ћ ћ, Ԧ ԧ, У у, Ф ф, Х х, Ч ч, Ш ш, Ә ә, Ү ү. Существуют и другие версии этого алфавита, отличающиеся порядком букв и заменой буквы Й й на Ј ј, а также наличием дополнительных букв ӱ, ы.

## Современная латиница в Азербайджане
В 1990-е годы для татов-мусульман Азербайджана был создан алфавит на латинской основе. На нём выпущены несколько учебников: A a, B b, C c, Ç ç, D d, E e, Ә ə, F f, G g, Ğ ğ, H h, X x, I ı, İ i, J j, K k, Q q, L l, M m, N n, O o, Ö ö, P p, R r, S s, Ş ş, T t, U u, Ü ü, V v, Y y, Z z.
В ряде научных изданий и словарей горско-еврейского языка Азербайджана иногда используется другой вариант латинского алфавита: A a, B b, C c, Ç ç, D d, E e, Ә ə, F f, G g, Q q, H h,  ħ, Ⱨ ⱨ, İ i, I ı, J j, K k, L l, M m, N n, O o, P p, R r, S s, Ş ş, T t, U u, Ü ü, V v, Y y, X x, Z z.

## Таблица соответствия алфавитов
Составлено по,
| Еврейское письмо | Латиница 1930-х | Кириллица (Дагестан) | Кириллица (Азербайджан) | Латиница (Азербайджан) |
| ---------------- | --------------- | -------------------- | ----------------------- | ---------------------- |
| אַ                | A a             | А а                  | А а                     | A a                    |
| בּ                | B b             | Б б                  | Б б                     | B b                    |
| 'צ               | C c             | Ч ч                  | Ч ч                     | Ç ç                    |
| 'ז               | Ç ç             | Ж ж                  | Ҹ ҹ                     | C c                    |
| ד                | D d             | Д д                  | Д д                     | D d                    |
| אי               | E e             | Е е                  | Е е                     | E e                    |
| א                | Ə ə             | Е е, Э э             | Ə ə                     | Ə ə                    |
| פ                | F f             | Ф ф                  | Ф ф                     | F f                    |
| ג                | G g             | Г г                  | Г г                     | G g                    |
| ק                | Ƣ ƣ             | Гъ гъ                | Ғ ғ                     | Ğ ğ                    |
| ה                | H h             | Гь гь                | Һ h                     | H h                    |
| ח                | Ħ ħ             | Хь хь                | Ћ ћ                     | —                      |
| ע                | Ⱨ ⱨ             | ГI гI                | Ԧ ԧ                     | —                      |
| אִ                | I i             | И и                  | И и                     | İ i                    |
| י                | J j             | Й й                  | Ј ј                     | Y y                    |
| כּ                | K k             | К к                  | К к                     | K k                    |
| ל                | L l             | Л л                  | Л л                     | L l                    |
| מ                | M m             | М м                  | М м                     | M m                    |
| נ                | N n             | Н н                  | Н н                     | N n                    |
| אָ                | O o             | О о                  | О о                     | O o                    |
| פּ                | P p             | П п                  | П п                     | P p                    |
| ר                | R r             | Р р                  | Р р                     | R r                    |
| ס                | S s             | С с                  | С с                     | S s                    |
| ש                | Ş ş             | Ш ш                  | Ш ш                     | Ş ş                    |
| ת                | T t             | Т т                  | Т т                     | T t                    |
| אוּ               | U u             | У у                  | У у                     | U u                    |
| ב                | V v             | В в                  | В в                     | V v                    |
| וֹ                | Y y             | Уь уь                | Үү                      | Ü ü                    |
| כ                | X x             | Х х                  | Х х                     | X x                    |
| ז                | Z z             | З з                  | З з                     | Z z                    |
| -                | -               | Ё ё                  | -                       | -                      |
| -                | -               | Ц ц                  | -                       | -                      |
| -                | -               | Щ щ                  | -                       | -                      |
| -                | -               | Ъ ъ                  | -                       | -                      |
| -                | -               | Ь ь                  | -                       | -                      |
| -                | -               | Ю ю                  | -                       | -                      |
| -                | -               | Я я                  | -                       | -                      |